# クヴァサイ
クヴァサイ（ラテン文字：Kuvasay, Kuvasoy、ウズベク語: Quvasoy / Қувасой、ロシア語: Кувасай）は、ウズベキスタン・フェルガナ州の都市である。2012年現在の人口は35,700人となっている。州都のフェルガナからは南東に約20kmの地点に位置する。

## 概要
1989年に設立された。街の主な産業はガラスや煉瓦、セメントなど建築資材の製作である。街の民族構成はウズベク人が75%、ロシア人が5%、その他にタジク人、キルギス人、タタール人などが住んでいる。